# Hrádek u Sudoměře
Hrádek u Sudoměře (též Zadní Hrádek) je lokalita s archeologickými zbytky opevněného pravěkého a středověkého sídliště – hradiště s pozůstatky obvodového opevnění v okrese Mladá Boleslav, na katastrálním území obce Sudoměř a severním okraji obce Skalsko. Lokalita je od roku 1988 vedena jako kulturní památka České republiky. 
Stejná lokalita je pod názvem Zadní Hrádek známa jako místo zaniklého středověkého skalního hradu a také jako stejnojmenná přírodní památka a evropsky významná lokalita.